# 菅原泰夫
菅原 泰夫（すがわら やすお、1946年4月1日 - ）は宮城県出身の元騎手・元調教師。

## 経歴
生家はアングロアラブなどを生産している牧場で、父は農業組合の組合長をしていた地域の名士であった。菅原は九人兄弟の五男として生まれたが、馬が周りにいる環境で育ったにもかかわらず、馬運車に乗って畠の上に放り出された経験から馬が嫌いであった。元々は機械いじりのような手仕事が好きで、自分の意志で騎手になろうと考えたことはなかったが、体が小さかったために父が騎手にした。
中学2年次の1960年に1歳の仔馬と一緒に単身引越して、東京・茂木為二郎厩舎へ入門。1961年に馬事公苑騎手養成所に長期講習生として入所し、3年後の1964年に騎手としてデビュー。同期には嶋田功、松田博資がいる。
1965年にダイヤモンドSをミハルカスで制して重賞初制覇を果たすが、華々しい活躍の目立つ嶋田とは対照的になかなか目立った成績を残せなかった。菅原は「調教で馬を仕上げることができて、はじめて一人前の騎手」という茂木の教えを信じ、黙々と努力を続けた。所属厩舎以外の馬にも丁寧に調教をつけ、どんな癖馬でも乗りこなせるよう腕を磨いた。1972年に通算100勝達成。
1975年にカブラヤオーで皐月賞・日本ダービー、テスコガビーで桜花賞・オークスを制覇。菅原はテスコガビーの牝馬離れしたスピードやパワーを余すところなく引き出し、桜花賞は大差、オークスは8馬身差といずれも圧倒的な逃げ切り勝ちであった。一方のカブラヤオーは極端に他馬を怖がる性格であったが、調教で手の内に入れて超一流の逃げ馬として大成させた。ライバルに付け入る隙を与えないよう、その性格については誰にも言わずにずっと隠し通した。この2頭で制した春のクラシック4競走はすべて圧倒的1番人気で、ハイペースで逃げてそのまま押し切るものであった。桜花賞と皐月賞のスタート前には「勝つと思うな、思えば負けよ」と美空ひばり『柔』のフレーズを口ずさみながら、気持ちを落ち着かせた。
1976年に恩師・茂木の死去により森末之助厩舎に転厩するが、年末に本郷一彦厩舎へ転厩。1977年には調教中の落馬により左股関節を脱臼骨折してしまうが、1980年に通算300勝を達成。
1981年には14番人気のミナガワマンナで菊花賞を勝利し、史上3人目の三冠騎手となる。1982年にはホリスキーで史上3人目の菊花賞連覇を達成。どちらも人気薄で、「3コーナーの坂はゆっくり下る」という鉄則に逆らう早めのスパートでの勝利。ホリスキーは3000mの世界レコード（当時）を打ち立てた。その後、クリストフ・ルメールが2024年10月20日に菊花賞を連覇（42年ぶり。4人目）した。杉本清アナの「また菅原だホリスキー。」の実況は語り草になっている。
1985年には通算500勝をマークしたほか、ダイシンフブキで朝日杯3歳Sに勝利。1990年には通算700勝を達成。1992年には東京新聞杯でナルシスノワールに騎乗して最後の重賞勝利を挙げ、同年に現役を引退。
引退後は1993年からは調教師に転身し、美浦トレーニングセンターに厩舎を開業。2010年に調教師として初の平地重賞制覇をマーク（第84回中山記念：トーセンクラウン）。2017年に定年のため調教師を引退。

## 騎手成績
| 通算成績 | 1着 | 2着 | 3着 | 4着以下 | 騎乗回数 | 勝率 | 連対率 |
| -------- | --- | --- | --- | ------- | -------- | ---- | ------ |
| 平地     | 769 | 657 | 672 | 4331    | 6429     | .120 | .222   |
| 障害     | 0   | 1   | 0   | 1       | 2        | .000 | .500   |
| 計       | 769 | 658 | 672 | 4332    | 6431     | .120 | .222   |

|                    | 日付          | 競走名        | 馬名           | 頭数 | 人気 | 着順 |
| ------------------ | ------------- | ------------- | -------------- | ---- | ---- | ---- |
| 初騎乗             | 1964年3月7日  | -             | プレザンローズ | -    | -    | 7着  |
| 初勝利             | 1964年6月7日  | -             | クインウッド   | -    | -    | 1着  |
| 重賞初騎乗・初勝利 | 1965年4月4日  | ダイヤモンドS | ミハルカス     | 13頭 | 3    | 1着  |
| GI級初騎乗         | 1968年4月14日 | 桜花賞        | ルピナス       | 24頭 | 7    | 5着  |
| GI級初勝利         | 1975年4月6日  | 桜花賞        | テスコガビー   | 22頭 | 1    | 1着  |

### 主な騎乗馬
- テスコガビー（1975年 桜花賞・優駿牝馬など）
- カブラヤオー（1975年 皐月賞・東京優駿など）
- ミナガワマンナ（1981年 菊花賞、1982年アルゼンチン共和国杯）
- ホリスキー（1982年 菊花賞）
- ダイシンフブキ（1985年 朝日杯3歳ステークス）
- ランニングフリー（1989年 アメリカジョッキークラブカップ・日経賞）

その他
- スズマッハ
- タレンティドガール
- メジロアルダン
- ヤマトキヨウダイ
- ライスシャワー
- リーゼングロス
- ルピナス

## 調教師成績
|            | 日付           | 競馬場・開催  | 競走名        | 馬名               | 頭数 | 人気 | 着順 |
| ---------- | -------------- | ------------- | ------------- | ------------------ | ---- | ---- | ---- |
| 初出走     | 1993年3月14日  | 2回中山6日3R  | 4歳未勝利     | セントテキサス     | 13頭 | 12   | 8着  |
| 初勝利     | 1993年5月15日  | 2回東京7日1R  | 4歳未勝利     | エメラルドアイ     | 16頭 | 10   | 1着  |
| 重賞初出走 | 1996年11月17日 | 4回新潟8日11R | 福島記念      | ヨイチオー         | 14頭 | 10   | 13着 |
| 重賞初勝利 | 2003年10月18日 | 3回東京3日9R  | 東京オータムJ | テンビーエース     | 11頭 | 9    | 1着  |
| GI初出走   | 2002年4月7日   | 2回阪神6日11R | 桜花賞        | オースミバーディー | 18頭 | 14   | 9着  |

### 主な管理馬
- テンビーエース（2003年東京オータムジャンプ）
- トーセンクラウン（2010年中山記念）

## 主な厩舎所属者
※太字は門下生。括弧内は厩舎所属期間と所属中の職分。
- 五十嵐雄祐（2002年-2006年 騎手）

## エピソード
- 横山富雄・田村正光・吉永正人・中島啓之らと共に、飲み仲間のサークルである「仲よし会」を結成していた。中国文学者で競馬ライターとしても活動していた西野広祥は、会の様子をしばしば文章化して発表した。
- 横山の誕生日に6人が集まり、横山が香港から帰った時に勝利祝いに6人がまた集まったところ、菅原曰く「みんな近くに住んでいることだし、この6人で時々一杯やる会を持とう」ということになった。菅原は会の名づけ親にもなり、西野は「勝負師たちの集まりに、仲よし会というのは、なかなかとぼけた味があっていいじゃないか」と答えている[7]。
- 1983年の菊花賞ではアテイスポートに騎乗し、第3コーナー手前の坂の上りで、横にいたミスターシービー騎乗の吉永に「マーちゃん（吉永の愛称）、そろそろ行ったほうがいいよ」とアドバイスしたと言われる[8]。このアドバイスが、競馬史に残るミスターシービーの破天荒なまくりを生んだともいえる。
- 菅原が主戦騎手であった同い年のテスコガビーとカブラヤオーの直接対決が一度あった（東京4歳ステークス）が、この時は両馬の調教師に騎乗馬を一任。その結果、「一度断ると乗れなくなる可能性がある」という理由で自らの所属厩舎の管理馬ではないテスコガビーに騎乗した（所属厩舎のカブラヤオーには弟弟子・菅野澄男が騎乗）。なお、この時菅原はカブラヤオーの他馬に近寄られることを恐れる弱点を隠すためには、テスコガビーに騎乗してカブラヤオーの直後につけ、他馬からガードすることでカブラヤオーを気分よく走らせるという難しい騎乗が必要となるのでテスコガビーを選んだという説もある（テスコガビーの項目参照）。
- 娘の菅原恵美は優馬のトラックマンになっている。